# 聖塞瓦斯蒂安 (倫皮拉省)

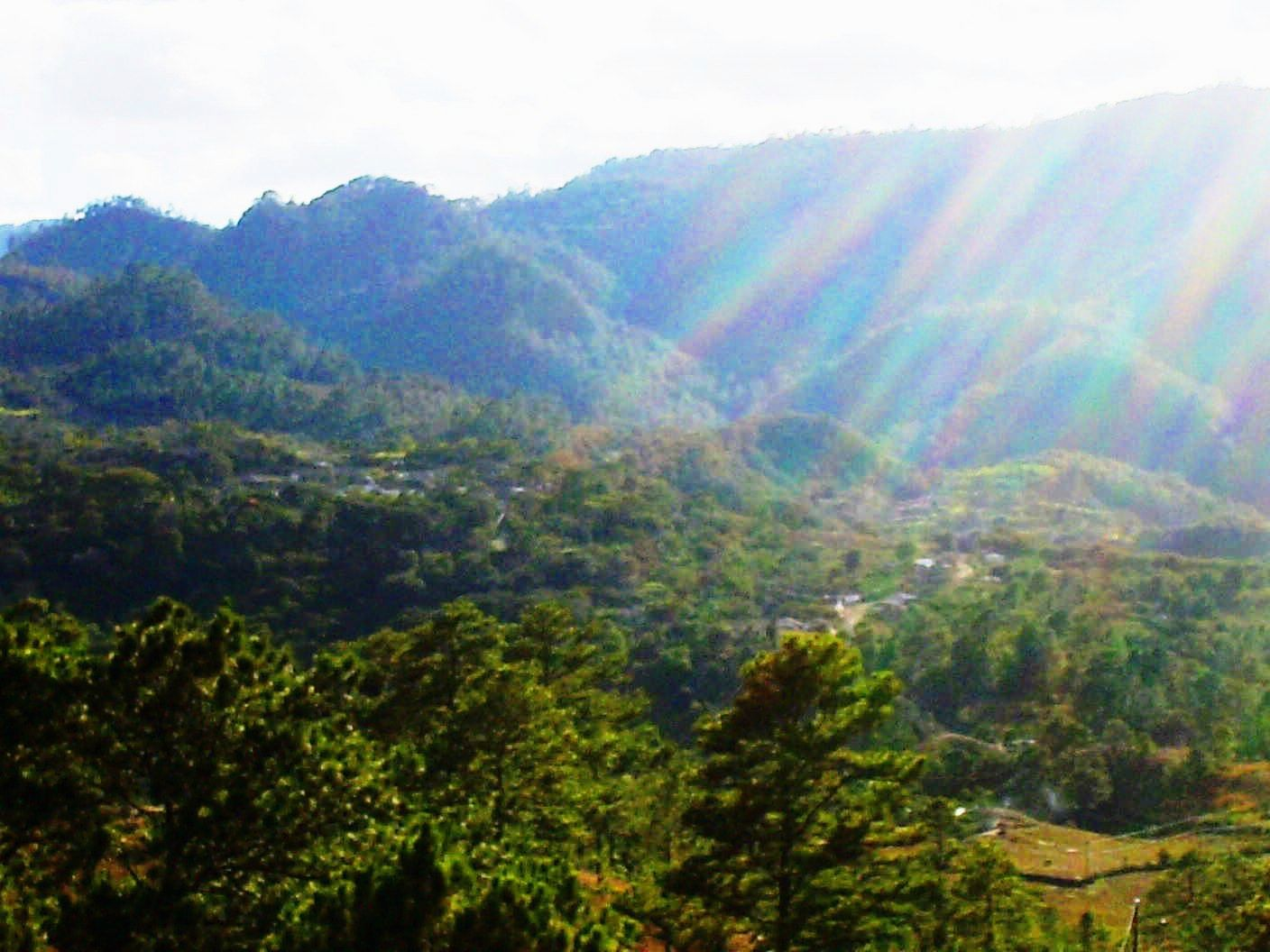

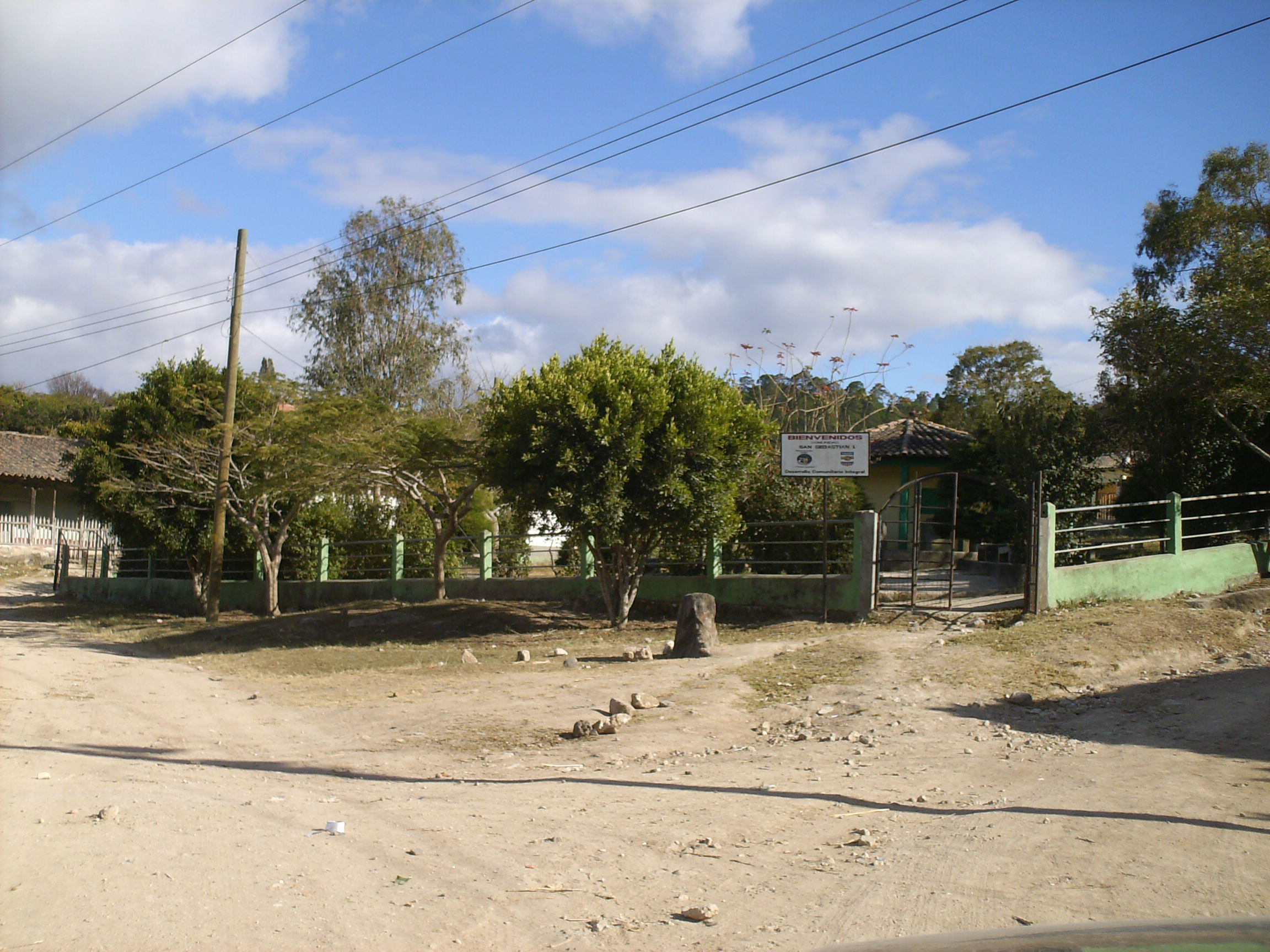

聖塞瓦斯蒂安（西班牙語：San Sebastián），是洪都拉斯的城鎮，位於該國的西南部，由倫皮拉省負責管轄，始建於1896年，面積227.2平方公里，海拔高度1,638米，2001年人口7,835，人口密度每平方公里34.49人。
14°15′N 88°30′W / 14.250°N 88.500°W